# داکشید
داکشید (به آلمانی: Dackscheid) یک شهر در آلمان است که در بیتبورگ-پروم واقع شده‌است.